# هال كولستاد
هال كولستاد (بالإنجليزية: Hal Kolstad) هو لاعب كرة قاعدة أمريكي، ولد في 1 يونيو 1935 في رايز ليك في الولايات المتحدة.

## وصلات خارجية
- هال كولستاد على موقعبيزبول رفرنس.كوم (الدوري الرئيسي) (الإنجليزية)